# Michael Mmoh
Michael Mmoh (* 10. Januar 1998 in Riad, Saudi-Arabien) ist ein US-amerikanischer Tennisspieler.

## Karriere
Mmohs Vater Tony Mmoh ist sein größter Förderer. Er war selbst 1987 die Nummer 105 der Welt und vertrat Nigeria 1988 bei den Olympischen Spielen in Seoul.
Seit er 13 ist, trainiert Michael Mmoh in der IMG Tennis Academy in Bradenton, Florida. Mmoh spielte zunächst hauptsächlich auf der ATP Challenger Tour und der ITF Future Tour. Er feierte bislang zwei Einzelsiege auf der Challenger Tour. Im Doppel erfolgte bei den US Open der erste Auftritt auf der ATP World Tour. Hierbei bildete Mmoh ein Doppelpaar mit Frances Tiafoe. Sie gewannen ihre Erstrundenpartie, verloren dann jedoch in der nächsten Runde gegen Scott Lipsky und Rajeev Ram klar in zwei Sätzen.
Im Einzel gelang Mmoh im Jahr 2016 erstmals der Einzug in ein Grand-Slam-Turnier. Er triumphierte bei den USTA Boy’s 18s National Championships, womit er sich eine Wildcard für die US Open verdiente, wo er Jérémy Chardy in drei Sätzen unterlag. Mit dem Sieg bei der USTA Pro Circuit's Australian Open Wildcard Challenge verdiente er sich auch für die Australian Open eine Wildcard.
Nachdem Mmoh im September 2018 die Einzeltitel der aufeinanderfolgenden Turniere in Columbus und Tiburon gewonnen hatte, schaffte er mit dem 96. Rang zum ersten Mal den Sprung unter die Top 100 der Welt. Der größte Erfolg in einem Grand-Slam-Turnier gelang ihm beim Australian Open 2023, wo er Alexander Zverev in der zweiten Runde in drei Sätzen besiegte und damit erstmals die dritte Runde erreichte.

## Erfolge
| Legende (Anzahl der Siege) |
| Grand Slam                 |
| ATP Finals                 |
| ATP Tour Masters 1000      |
| ATP Tour 500               |
| ATP Tour 250               |
| ATP Challenger Tour (8)    |

### Einzel

#### Turniersiege
| Nr. | Datum              | Turnier       | Belag         | Finalgegner           | Ergebnis       |
| --- | ------------------ | ------------- | ------------- | --------------------- | -------------- |
| 1.  | 13. November 2016  | Knoxville (1) | Hartplatz (i) | Peter Polansky        | 7:5, 2:6, 6:1  |
| 2.  | 6. August 2017     | Lexington     | Hartplatz     | John Millman          | 4:6, 7:63, 6:3 |
| 3.  | 23. September 2018 | Columbus      | Hartplatz (i) | Jordan Thompson       | 6:3, 7:64      |
| 4.  | 30. September 2018 | Tiburon       | Hartplatz     | Marcel Granollers     | 6:3, 7:5       |
| 5.  | 10. November 2019  | Knoxville (2) | Hartplatz (i) | Christopher O’Connell | 6:4, 6:4       |
| 6.  | 18. September 2022 | Cary          | Hartplatz     | Dominik Koepfer       | 7:5, 6:3       |
| 7.  | 16. Oktober 2022   | Fairfield     | Hartplatz     | Gabriel Diallo        | 6:3, 6:2       |

### Doppel

#### Turniersiege
| Nr. | Datum              | Turnier | Belag     | Partner        | Finalgegner                   | Ergebnis         |
| --- | ------------------ | ------- | --------- | -------------- | ----------------------------- | ---------------- |
| 1.  | 15. September 2019 | Cary    | Hartplatz | Sekou Bangoura | Treat Huey John-Patrick Smith | 4:6, 6:4, [10:8] |

## Abschneiden bei Grand-Slam-Turnieren

### Einzel
| Turnier         | 2015 | 2016 | 2017 | 2018 | 2019 | 2020 | 2021 | 2022 | 2023 | 2024 | 2025 | Karriere |
| --------------- | ---- | ---- | ---- | ---- | ---- | ---- | ---- | ---- | ---- | ---- | ---- | -------- |
| Australian Open | —    | —    | 1    | Q1   | 1    | 2    | 2    | Q1   | 3    | Q1   | —    | 3        |
| French Open     | —    | —    | Q1   | —    | Q1   | 1    | Q1   | 1    | 1    | —    | Q2   | 1        |
| Wimbledon       | —    | —    | Q1   | 1    | Q1   |      | —    | Q2   | 2    | —    |      | 2        |
| US Open         | Q1   | 1    | Q3   | 1    | Q1   | 2    | Q1   | Q1   | 3    | —    |      | 3        |

Zeichenerklärung: S = Turniersieg; F, HF, VF, AF = Einzug ins Finale / Halbfinale / Viertelfinale / Achtelfinale; 1, 2, 3 = Ausscheiden in der 1. / 2. / 3. Hauptrunde; Q1, Q2, Q3 = Ausscheiden in der 1. / 2. / 3. Qualifikationsrunde; nicht ausgetragen